# Načelnik Generalštaba Slovenske vojske
Načelnik Generalštaba Slovenske vojske je vodja Generalštaba Slovenske vojske in je tako najvišji pripadnik, ki je zadolžen za vojaško poveljevanje podrejenim poveljstvom, enotam in zavodom.
Trenutni načelnik je Generalpodpolkovnik Robert Glavaš.

## Zakonska določila
Naloge, dolžnosti,... načelnika GŠSV so primarno opredeljena z Zakonom o obrambi Republike Slovenije:
- 42. člen: Minister preko Generalštaba odreja potrebne razvojne, organizacijske, tehnične in druge ukrepe ter usmeritve, ki jih izvršujejo načelnik Generalštaba in podrejeni poveljniki. Poveljniki so ministru odgovorni za izvajanje teh ukrepov in usmeritev preko svojih nadrejenih.
- 43. člen: Vojaško poveljevanje s podrejenimi poveljstvi, enotami in zavodi je v pristojnosti načelnika Generalštaba in drugih poveljnikov.
- 44. člen: Načelnik Generalštaba je odgovoren za bojno pripravljenost, delo in uporabo vseh poveljstev, enot in zavodov v vojski.
- 45. člen:

- (1) Načelnika Generalštaba imenuje Vlada na predlog ministra.
- (2) Poveljnike in namestnike poveljnikov v mirnodobni sestavi, poveljnike in namestnike poveljnikov samostojnih bataljonov, njim enakih in višjih enot vojne sestave imenuje minister na predlog načelnika Generalštaba. Za imenovanje drugih starešin minister pooblasti poveljnike.

- 63. člen: Častnike do vključno brigadirja in kapitana povišuje minister na predlog načelnika Generalštaba. Generale in admirale povišuje predsednik republike na predlog ministra in po predhodnem soglasju Vlade. (4) Minister pooblasti načelnika Generalštaba in druge poveljnike za poviševanje podčastnikov.

## Seznam
- Janez Slapar (1990 - 1993), načelnik Republiškega štaba Teritorialne obrambe Republike Slovenije
- Albin Gutman (1993 - 1998), generalpodpolkovnik
- Iztok Podbregar (1998 - 1. marec 2001), generalpodpolkovnik
- Ladislav Lipič (1. marec 2001 - 1. junij 2006), generalmajor
- Albin Gutman (1. junij 2006 - 1. maj 2009), generalpodpolkovnik
- Alojz Šteiner (1. maj 2009 - 27. februar 2012), generalmajor
- Dobran Božič (27. februar 2012 - 12. oktober 2014), generalmajor
- Andrej Osterman (13. oktober 2014 - 22. februar 2018), generalmajor
- Alan Geder (22. februar 2018 - 28. november 2018), generalmajor
- Alenka Ermenc (28. november 2018 - 19. april 2020), generalmajorka
- Robert Glavaš (19. april 2020 - 2022), generalmajor
- Anže Rode (2022 - 2024), brigadir
- Dean Groff (14. junij 2024 -), brigadir